# Lehmbraken
Sythen-Lehmbraken ist ein Ortsteil des Dorfes Sythen in Haltern am See. Der Prickings-Hof befindet sich in Lehmbraken.

## Verkehr
Die VRR-Buslinien 204 und 273 der Vestischen Straßenbahnen bedienen den Ort.
| Linie | Verlauf                                                                                  | Takt (Mo–Fr)     |
| ----- | ---------------------------------------------------------------------------------------- | ---------------- |
| 204   | Haltern-Lehmbraken Mitte – Sythen – Haltern am See Kärntner Platz – Marl Chemiepark Marl | einzelne Fahrten |
| 273   | Lehmbraken – Sythen – Sythen Bf – Haltern am See Kärntner Platz – Haltern am See Bf      | 60 min           |

Die L551 verläuft durch Lehmbraken.